# Kisbey (Saskatchewan)
Kisbey és una vila al sud de Saskatchewan, Canadà. La vila pren el seu nom de Richard Claude Kisbey (m. 1941), un immigrant irlandès que s'establí a Estevan. És l'oficina administrativa de la reserva de la Primera Nació Pheasant Rump. Aquesta banda índia aplega membres de les nacions assiniboines, saulteaux (anishinaabe) i Cree.